# Варбургия
Варбургия (лат. Warburgia) — род деревянистых растений семейства Канелловые (Canellaceae).
Род назван в честь немецкого ботаника Отто Варбурга.

## Ареал
Произрастает в восточной и южной Африке.

## Ботаническое описание
Вечнозелёные деревья, достигающие высоты 10–24 метра, с блестящими листьями.

## Применение
Все четыре вида имеют лекарственное применение. Сообщалось, что экстракты Warburgia ugandensis проявляют некоторые противомалярийные, противогрибковые и антибактериальные свойства in vitro или на животных моделях.
Листья вида Warburgia salutaris используются для придания острого вкуса еде и чаю. Горький вкус коры и листьев дерева обусловлен присутствием иридоидов. Ароматная, маслянистая, желтоватая древесина используется для приготовления дров.

## Традиционная медицина
Warburgia salutaris используется в медицине народом масаи для лечения малярии. Его используют в качестве нюхательного табака или курят при респираторных заболеваниях, таких как простуда и кашель. Высушенную кору жуют, а сок проглатывают, таким образом, действуя как средство от болей в животе, запоров, кашля, лихорадки, зубной боли, мышечных болей, слабости в суставах и общих болей в теле.

## Виды
Род включает 4 вида:
- Warburgia elongata Verdc. (1955)
- Warburgia salutaris (G.Bertol.) Chiov. (1937)
- Warburgia stuhlmannii Engl. (1895)
- Warburgia ugandensis Sprague (1906)